# مایک کروگر
مایک کروگر (انگلیسی: Mike Krüger؛ زادهٔ ۱۴ دسامبر ۱۹۵۱) یک هنرپیشه، و مجری اهل آلمان است. 